# Assyrische Kerk van het Oosten
De Assyrische Kerk (Syrisch: ܥܕܬܐ ܩܕܝܫܬܐ ܘܫܠܝܚܝܬܐ ܩܬܘܠܝܩܝ ܕܡܕܢܚܐ ܕܐܬܘܖ̈ܝܐ, ‘Ittā Qaddishtā wa-Shlikhāitā Qattoliqi d-Madnĕkhā d-Āturāyē), ook wel de Kerk van het Oosten, de Nestoriaanse Kerk of de Oost-Syrische Kerk genoemd, behoort tot de oostelijke tak van het Syrisch christendom. Ze behoort niet tot de oriëntaals-orthodoxe kerken. De naam 'Assyrische Kerk' dateert uit de 19e eeuw. In Nederland is er één parochie die valt onder Bisschop Mar Odisho Oraham van het Assyrisch Bisdom van Europa.

## Geschiedenis
De Kerk van het Oosten is in het Sassanidische Perzische Rijk ontstaan, dit in tegenstelling tot de andere christelijke kerken die hun oorsprong vonden in het Romeinse Rijk.
Volgens de legende werd de Kerk gesticht door de apostel Thomas op zijn weg naar Indië.
De bisschoppen van Ktesifon, de toenmalige Sassanidische hoofdstad, (nabij het huidige Bagdad) waren al vroeg het hoofd van de Perzische christenen.
De staatsgodsdienst in het Perzische Rijk was het zoroastrisme. De Perzische overheid stond niet altijd positief tegenover de christenen. In bepaalde periodes waren er vervolgingen, dit vooral nadat het christendom, onder keizer Theodosius I in 380 staatsgodsdienst geworden was in het Romeinse Rijk.
Ten gevolge van de vijandschap tussen Perzië en het Westen werden de Perzische christenen al snel als verraders beschouwd. Het Katholikosaat van Seleucië-Ktesifon - in de hoop betere relaties te kunnen aanknopen met de Sassanidische heersers - stelde zich in 424 graag onafhankelijk van het Patriarchaat van Antiochië op.
De uitspraken van het Concilie van Efeze in 431 verklaarden Patriarch Nestorius tot ketter vanwege zijn afwijkende formulering van de christologie. De Syrische christenheid van Mesopotamië en Perzië legde de uitspraken van dit concilie naast zich neer, weigerde Nestorius als ketter te bestempelen en ontwikkelde zich tot een onafhankelijke Kerk. Deze Kerk is evenwel altijd een minderheid geweest in het Sassanidische en later in het islamitische Perzië.
In het Westen wordt meestal de term Nestoriaanse Kerk gebruikt. De Kerk van het Oosten zelf ziet haar leer echter niet als Nestoriaans: ze onderwijst de leer van Babai de Grote, namelijk dat Christus twee qnome (Syrisch ܩܢܘ̈ܡܐ, 'wezens') heeft, die niet gemengd zijn en voor eeuwig verenigd zijn in één parsopa (Syrisch ܦܪܨܘܦܐ 'persoonlijkheid').
In het Abbasidische rijk hadden vele "nestoriaanse christenen" hoge posten. Zij waren goede administratoren en hadden toegang tot veel oude kennis van het Helleense verleden. Ze droegen in belangrijke mate bij tot de hoge bloei van de islamitische cultuur. Aan hen wordt de vertaling van Griekse werken in het Arabisch toegeschreven.
Toch werden hun beperkingen opgelegd. Kalief Haroen ar-Rashid liet kerken die groter waren dan de grootste moskee afbreken. Onder kalief Al-Moetawakkil was er een regelrechte vervolging. Andersdenkenden bekeren was niet toegelaten.
Dit verbod ligt aan de basis van de missionering door de Kerk van het Oosten. Al in de 4e eeuw waren er zendelingen naar India vertrokken waar ze aan de westkust verschillende christelijke gemeenschappen stichtten. Deze zijn nu bekend als de Malabar-christenen. In de 8e eeuw en later trokken de "nestoriaanse christenen" nog verder: naar Centraal-Azië, Tibet, Mongolië, China, Maleisië, Sumatra, Japan en Java. Ze waren aanvankelijk zeer succesvol en slaagden erin miljoenen Aziaten te bekeren. De Kerk van het Oosten was zodoende een tijdlang een grotere kerk dan die van Rome. Marco Polo werd tijdens zijn ontdekkingsreizen frequent geconfronteerd met "nestoriaanse gemeenschappen".
In China was de kerk niet welkom. Dit was deels het gevolg van het gebruik van het Syrisch, een vorm van Aramees, als liturgische taal. Onder keizerin Wu werd er een zware vervolging van de Nestorianen ingesteld en de kerk werd goeddeels uitgemoord.
In Transoxanië was de Kerk een tijdlang erg succesvol. In het begin van de achtste eeuw werd het gebied veroverd door de moslims. Ibn Qutaiba veroverde in 712 Samarkand. Pogingen om de christenen tot de islam te bekeren leidden in 728 tot een grote opstand, die gevolgd werd door een Chinese poging om het gebied in handen te krijgen. In de Slag om Talas van 751 werden de Chinezen verslagen en kwam het gebied weer onder islamitisch gezag. Er volgden massale - grotendeels gedwongen - bekeringen tot de islam.
Onder Dzjengis en Koeblai Khan was het gigantische Mongoolse Rijk tolerant tegenover de meeste religies. Het leek er enige tijd zelfs op dat de Mongolen het christendom als staatsgodsdienst zouden aanvaarden. Maar Timoer Lenk was een fanatiek moslim en besloot de lastige christelijke concurrent voorgoed uit te schakelen. Er volgde een ware genocide. Velen werden vaak op afschuwelijke wijze gedood of bekeerden zich tot de islam om hun leven te redden. Op het einde van de 14e eeuw werd de uitbreiding zo een halt toegeroepen.
Na deze tijd bleef er van de Kerk van het Oosten niet veel meer over. Er was nog een restant in het huidige Irak, vooral in het noordelijke Koerdistan, en ook in India bleef een christelijke minderheid bestaan.
Onder de Ottomanen waren de "nestorianen" niet veel meer dan tweederangsburgers. Onderhandelingen met Rome werden gestart. In 1551 sloten vele christenen van de Kerk van het Oosten zich aan bij Rome en werden Chaldeeërs genoemd. Deze Chaldeeuws-Katholieke Kerk aanvaardde de uitspraken van de concilies na Efeze en het gezag van de paus, maar behield de eigen liturgie volgens de Chaldeeuwse ritus.
In de 16e eeuw telde de oriëntaals-orthodoxe Kerk van het Oosten nog een klein aantal gelovigen, wonend in de oostelijke provincies van het huidige Turkije in het Hakkari-gebergte en rond de stad Urmia in het noordwesten van het huidige Iran.
In de Eerste Wereldoorlog vochten christenen aan Britse zijde in de hoop een eigen Assyrisch thuisland te krijgen. Bijna een derde van de “Assyrische christenen” kwam om in wat wel de Assyrische genocide genoemd wordt. De meeste overlevenden zochten een toevlucht in Irak, dat een Brits mandaatgebied was. Daardoor werd de christelijke minderheid door hun moslim-buren al gauw beticht van collaboratie met de Britse bezetter. Bij het beëindigen van het Britse mandaat in 1935 besloot de Patriarch van Bagdad dat het beter was niet op de tolerantie van de moslims te rekenen. Hij verhuisde het hoofdkwartier van de Kerk naar de Verenigde Staten. Een groot aantal van de "nestoriaanse christenen" week uit naar Syrië (oevers van de Khabur) en de Verenigde Staten.
Sinds 1450 was het patriarchaat erfelijk geworden (van oom naar neef). Onvrede hiermee alsook de omstreden persoonlijkheid van de patriarch Mar Shimoun XXIII - sinds 1935 in de Verenigde Staten verblijvende - en het aanvaarden door laatstgenoemde in 1964 van de gregoriaanse kalender, leidden tot een schisma waarbij een groep zich van de Assyrische Kerk van het Oosten afscheidde en vanaf 1968 verderging onder de naam van Oude Kerk van het Oosten.

## Geloofsleer
De Kerk van het Oosten aanvaardt maar twee concilies van de universele kerk: het Concilie van Nicaea (325) en het eerste concilie van Constantinopel I (381). Zij verwerpen alle andere, te beginnen met dat van Efeze (431), bijeengeroepen tegen Nestorius, toen bisschop van Constantinopel.
De nestoriaanse leer is vrij ingewikkeld. Volgens de nestoriaanse christologie is Jezus werkelijk God en werkelijk mens; Hij heeft dus twee naturen: de goddelijke natuur en de menselijke. Maar omdat een natuur niet in abstracto kan bestaan, bestaat zij in een concrete substantie, in het Grieks genoemd “hypóstasis”, in het Syrisch qnoma. In Christus zijn er twee: de goddelijke en de menselijke. De goddelijke substantie woont in de mens Jezus Christus als in een tempel. Men twijfelt er niet aan dat Christus één is: de goddelijke qnoma en de menselijke qnoma in Christus zijn onafscheidelijk verenigd in een enkele “persoon”: “parsopa”. De nestorianen maken dus een subtiel onderscheid tussen qnoma en parsopa, twee woorden die vertaald worden door “persoon”.
De nestoriaanse leer is voor een tweede maal verworpen door het concilie van Chalcedon (451), dat heeft bepaald dat er in Christus twee naturen zijn, maar één enkel (goddelijke) persoon.
Omdat de Maagd Maria volgens de nestorianen alleen de menselijke qnoma van Christus ter wereld bracht en niet de goddelijke, wordt zij door hen “christotokos” “moeder van Christus” genoemd en niet "moeder van God" ("theotokos").